# 安全保障のジレンマ
安全保障のジレンマ（あんぜんほしょうのジレンマ、英語: Security dilemma）とは、軍備増強や同盟締結など自国の安全を高めようと意図した国家の行動が、別の国家に類似の措置を促し、実際には双方とも衝突を欲していないにもかかわらず、結果的に衝突に繋がる緊張の増加を生み出してしまう状況を指す。
この用語は、ジョン・ハーツが最初に著書『政治的現実主義と政治的理想主義』（1951年）で用いたことで広く知られるようになった。また同時期に、イギリスの歴史家ハーバート・バターフィールドが著書『歴史と人間関係』で同様の状況について言及していたが、彼は「絶対的な苦境および還元不可能なジレンマ」と呼んでいた。
安全保障のジレンマとして頻繁に引用される事例は、第一次世界大戦の勃発である。この見方の支持者は、主要なヨーロッパ列強が、現実には戦争を望んでいなかったにもかかわらず、隣国の同盟について安全が欠如している感覚を抱いたことによって戦争に突き進むことを強いられたと論じる。さらに、ロシアとフランスという2つの大国に挟まれ、2つの戦線に戦力を二分して戦争を行うことについてのドイツの恐怖感は、急速な動員日程を伴ったシュリーフェン計画の策定を促した。ドイツの動員の開始は、他国に対して圧力となって、同じように早期の動員の開始をもたらすことになった。しかし、戦争の勃発に関するこの解釈に異議を唱える研究者もいて、参戦国のうち実際に紛争を欲していた国家があったと論じている。
安全保障のジレンマは、戦争がコミュニケーションの失敗から本質的に生じるとみなす認知心理学および国際関係の研究者にとって馴染み深い用語である。